# Nicalis
«Nicalis, Inc.» — американская компания, занимающаяся разработкой и изданием видеоигр. Головной офис расположен в Санта-Ане (Калифорния). Организация занимается инди-играми. Кроме разработки и издания собственных игр за компанией числится портирование и переиздание существующих.

## История
Nicalis была основана в 2007  Тайроном Родригесом, бывшим редактором издания IGN и журналистом Nintendo.

## Игры
С момента основания компания разработала и издала несколько игр, начиная с Dance Dance Revolution: Mobius в 2008 и Cave Story в 2010. В октябре 2011 года Nicalis анонсировали портированную версию VVVVVV для Nintendo 3DS, изданную через Nintendo eShop. В декабре 2011 года Nicalis предложила свои проекты NightSky и Cave Story+ в качестве составляющих Humble Indie Bundle 4. В апреле 2012 года Nicalis объявили о своих планах портировать La-Mulana на WiiWare в США и Европе. Однако этот проект был отменён в связи с резким падением количества пользователей WiiWare.

### Разработанные игры
- Aban Hawkins & the 1001 Spikes (Steam PC / OS X / Linux, PS4, PS Vita, 3DS, and Wii U)
- Big Brother (Mobile)
- Cave Story (3DS, DSiWare, Wiiware)
- Cave Story 3D (3DS)
- Cave Story Plus (Linux, Mac OS X, Windows, Switch)
- Dance Dance Revolution (Mobile)
- Dance Dance Revolution: Mobius (Android)
- Grinsia (3DS, Windows)
- Guxt (3DS)
- Ikachan (3DS)
- Legend of Raven (PS4, PS Vita, Xbox One)
- MLB Power Pros Baseball (Mobile)
- NightSky (3DS, iOS, Linux, Mac OS X, Windows)
- Rock Revolution (Mobile)
- Swift Switch (iOS)
- The Binding of Isaac: Rebirth (Mac OS X, PS4, PS Vita, Windows, Switch)
- The Electric Company Wordball! (iOS)

### Изданные игры
- Aban Hawkins & the 1001 Spikes (3DS, PS4, PS Vita, Wii U, Xbox One)
- Castle in the Darkness (Windows)
- Cave Story (3DS, DSiWare, Wiiware)
- Cave Story Plus (Linux, Mac OS X, Windows, Switch)
- Grinsia (3DS, Windows)
- Guxt (3DS)
- Ikachan (3DS)
- Legend of Raven (PS4, PS Vita, Xbox One)
- NightSky (3DS, iOS, Linux, Mac OS X, Windows)
- Swift Switch (iOS)
- The 90s Arcade Racer (Wii U, Windows)
- The Binding of Isaac: Rebirth (Mac OS X, PS4, PS Vita, Windows, Switch)
- VVVVVV (3DS)

## Награды
Cave Story участвовала в номинации Game of the Year на 2010 Nintendo Power Awards, а также в номинации WiiWare Game of the Year. Версия Cave Story для 3DS участвовала в номинации Best Adventure Game на 2011 Nintendo Power Awards. На Independent Games Festival 2011 Cave Story вышла в финал в категории "Excellence In Visual Art", а также вместе с NightSky получила хвалебные отзывы в категории "Excellence In Audio."

## Отсылки
1. 1 2  VVVVVV COMING TO 3DDDDDD!!!!!! (6 октября 2011). Дата обращения: 9 мая 2012. Архивировано из оригинала 8 мая 2012 года.
2. ↑  Brown, Mark. Humble Indie Bundle 4 zips up Cave Story, Meat Boy, Shank and more (Wired UK). Wired. Condé Nast Publications (14 декабря 2011). Дата обращения: 9 мая 2012. Архивировано из оригинала 17 января 2012 года.
3. ↑  Jackson, Mike. Wii News: WiiWare: 'Window for success passed in 2009' - Nicalis - ComputerAndVideoGames.com. Computer and Video Games. Future Publishing (1 мая 2012). Дата обращения: 9 мая 2012. Архивировано 12 декабря 2014 года.
4. ↑  Nintendo Power Issue 250 (неопр.). — South San Francisco, California[англ.]: Future US, 2010. — С. 73.
5. ↑  Nintendo Power Issue 276 (неопр.). — South San Francisco, California[англ.]: Future US, 2012.
6. ↑  2011 Independent Games Festival Announces Main Competition Finalists. Дата обращения: 9 мая 2012. Архивировано из оригинала 1 мая 2012 года.